# Dicranomyia (Dicranomyia) boliviana
Dicranomyia (Dicranomyia) boliviana is een tweevleugelige uit de familie steltmuggen (Limoniidae). De soort komt voor in het Neotropisch gebied.